# Partido Solidario de Afganistán
El Partido Solidario de Afganistán (PSA), en dari حزب همبستگی افغانستان, es un partido democrático que fue fundado el 17 de abril de 2004 en Kabul  bajo el liderazgo de ingeniero Abdul Khaleq Nemat, y es uno de los cien partidos registrados en el marco del Ministerio de Justicia de Afganistán.

## Objetivos
Los objetivos del PSA son los siguientes: Un Afganistán independiente, libre, democrático e íntegro, la unidad nacional basada en el establecimiento de democracia y laicismo, igualdad de derechos entre mujer y hombre y todas las etnias del país, luchar contra cualquier tipo de fundamentalismo e intervención extranjera, la retirada inmediata de las tropas invasoras norteamericanas y de la OTAN del país. El PSA lucha por la libertad, independencia, democracia y la justicia social y reconoce Afganistán como un país invadido y gobernado por un Gobierno títere. (2)

## Hambastagi Ghag
Hambastagi Ghag es un órgano publicitario del PSA que expresa la ideología y la política del Partido. Esta revista se publica con el fin de promover el nivel de conocimiento de la gente y esclarecimiento de las mentalidades de la misma. No obstante, debido a los problemas económicos tras la publicación de la revista número 17 su edición ha sido cesada. (3)

## Actividades
El PSA es famoso debido a la organización de manifestaciones extensas en diferentes ciudades de Afganistán. Es el partido que ha organizado más marchas y movilizaciones en el país.

### Manifestación para protestar por la sentencia a muerte de Parwiz Kambakhsh
Parwiz Kambakhsh, un estudiante de Periodismo de la Universidad de Balkh, fue condenado a muerte por haber publicado un artículo. El PSA que reconoce como su principal obligación la defensa de la libertad de expresión, en desaprobación de esta sentencia con el fin de defender a Kambkhsh organizó una gran marcha y mediante un comunicado exigió la revocación de dicha sentencia. (4)

### Manifestación para apoyar a los presos políticos en Irán
El 9 de mayo de 2010 el Partido Solidario de Afganistán organizó una manifestación en defensa de los presos políticos iraníes. El objetivo de esta manifestación fue condenar la ejecución de los libre-pensantes iraníes a manos del Régimen de Irán, lo que demuestra el internacionalismo del partido. (5)

### Manifestación contra la invasión de Pakistán
El 11 de julio de 2011 el PSA organizó una manifestación en la ciudad de Jalalabad como consecuencia de una reacción ante la invasión del Gobierno de Pakistán a la tierra afgana, en la que participaron centenares de supervivientes de las familias víctimas de los misiles lanzados por el ejército pakistaní. En esta manifestación se daba consignas contra los crímenes de Pakistán, los talibanes, los Estados Unidos y los señores de la guerra. (6)

### Manifestación en Nangarhar
El 19 de agosto de 2010, el PSA organizó una manifestación en la ciudad de Jalalabad donde conmemoró el día de la independencia de Afganistán para hacerle saber a la gente, que sin conseguir la independencia es imposible lograr la paz, la democracia y la justicia. (7)

### Manifestación contra el asesinato de afganos en Irán
El PSA es uno de los serios críticos del régimen akhundí de Irán, y varias veces ha organizado manifestaciones contra la violación de derechos de los refugiados afganos en Irán. Durante una manifestación, el PSA condenó la matanza de los trabajadores afganos en la frontera de Nimrooz tirando los huevos podridos y tinta amarilla contra la puerta de la Embajada iraní. (8) Tras ese acto, el embajador iraní amenazó al PSA exigiendo al Gobierno de Karzai, que arrestara los miembros de este partido, pero el PSA,  mediante la organización de manifestaciones sucesivas, plantó la cara a este régimen. (9)

### Manifestación para defender a los presos políticos iraníes en cuatro provincias
El Régimen de Irán no solo encarcela, tortura y ejecuta a los afganos, sino que también ejecuta cada día a los pro-libertarios y luchadores iraníes, y según una información, Irán se ha convertido en un tsunami de ejecuciones, ya que en cada 8 horas una persona es ejecutada. Las cárceles de Irán están llenas por prisioneros como Nasrín Sutuda, Hela, Sidiqi, Majid Ashrafí, por nombrar algunos activistas destacados.
El 29 de enero de 2011, el PSA organizó una manifestación en 4 provincias de Afganistán (Kabul, Herat, Nangarhar y Mazar) para defender y solidarizarse con los presos políticos en Irán exigiendo su liberación. En el mismo día, los miembros de PSA en Alemania, también se manifestaron y mediante un comunicado, exigieron la liberación de los presos políticos.

### Manifestación de repudio de una década de presencia militar estadounidense
El Partido Solidario de Afganistán se opone seriamente a la presencia militar norteamericana y de la OTAN en Afganistán, y normalmente condena el aniversario de la entrada de los soldados norteamericanos recordándolo como un día oscuro, y organizando una manifestación en la que quema la bandera norteamericana.

### Manifestación de repulsa contra laLoya yirgatradicional
Cuando el Documento del Pacto Estratégico fue firmado por el Gobierno afgano, el Partido Solidario de Afganistán lo llamó venta de madre patria, y contra ello, organizó una manifestación de repulsa.

### Manifestación de rechazo de los días 17 y 28 de abril, la victoria de loskhalquís, parchamíes y yihaditas
El Partido Solidario de Afganistán consideró que los hechos ocurridos los días 27 y 28 de abril son una mancha infame en la historia del país y llamó criminales nacionales a los autores de la muerte de 70000 civiles, y para condenar estas efemérides, convocó en Kabul una manifestación en la que participaron 1500 personas exigiendo la condena de los autores de la matanza, destrucción, saqueo, robos violentos, secuestro, […] ocurridos durante esos días.

### Apoyo a la resistencia deKobane
El Partido Solidario de Afganistán mediante un comunicado anunció su solidaridad con los luchadores de Kobane uniéndose al 1 de noviembre, anunciado como Día Mundial del Apoyo a Kobane ante Daesh.